# Ibiau
Ibiau (uralkodói nevén Uahibré) az ókori egyiptomi XIII. dinasztia egyik uralkodója. A torinói királylista szerint 10 év 8 hónap 29 napig uralkodott, i. e. 1670 körül.

## Említései
A második átmeneti korban hosszúnak számító uralkodása ellenére neve csak pár leletről ismert, főleg szkarabeuszokról. Említik egy Szihathor nevű hivatalnok valószínűleg Thébából származó sztéléjén is (British Museum, EA 1348), valamint egy fajansztöredéken Káhúnból (Petrie Múzeum, UCL 16056).
Udvarának jelentős tagja volt névrokona, Ibiau vezír, akiről feltételezték, hogy talán azonos az uralkodóval, és vezír volt, mielőtt trónra lépett, ez azonban bizonyítatlan és kicsi rá az esély.
A nagyjából ebben az időben élt Nubhaesz királyné vagy az ő felesége, vagy valamelyik előző fáraóé, V. Szobekhotepé vagy VI. Szobekhotepé.

## Fordítás
- Ez a szócikk részben vagy egészben  a   Wahibre Ibiau című angol Wikipédia-szócikk ezen változatának fordításán alapul.  Az eredeti cikk szerkesztőit annak laptörténete sorolja fel. Ez a jelzés csupán a megfogalmazás eredetét és a szerzői jogokat jelzi, nem szolgál a cikkben szereplő információk forrásmegjelöléseként.